# Tugu Papak
Tugu Papak is een bestuurslaag in het regentschap Tanggamus van de provincie Lampung, Indonesië. Tugu Papak telt 2165 inwoners (volkstelling 2010).